# Andreas Reichel

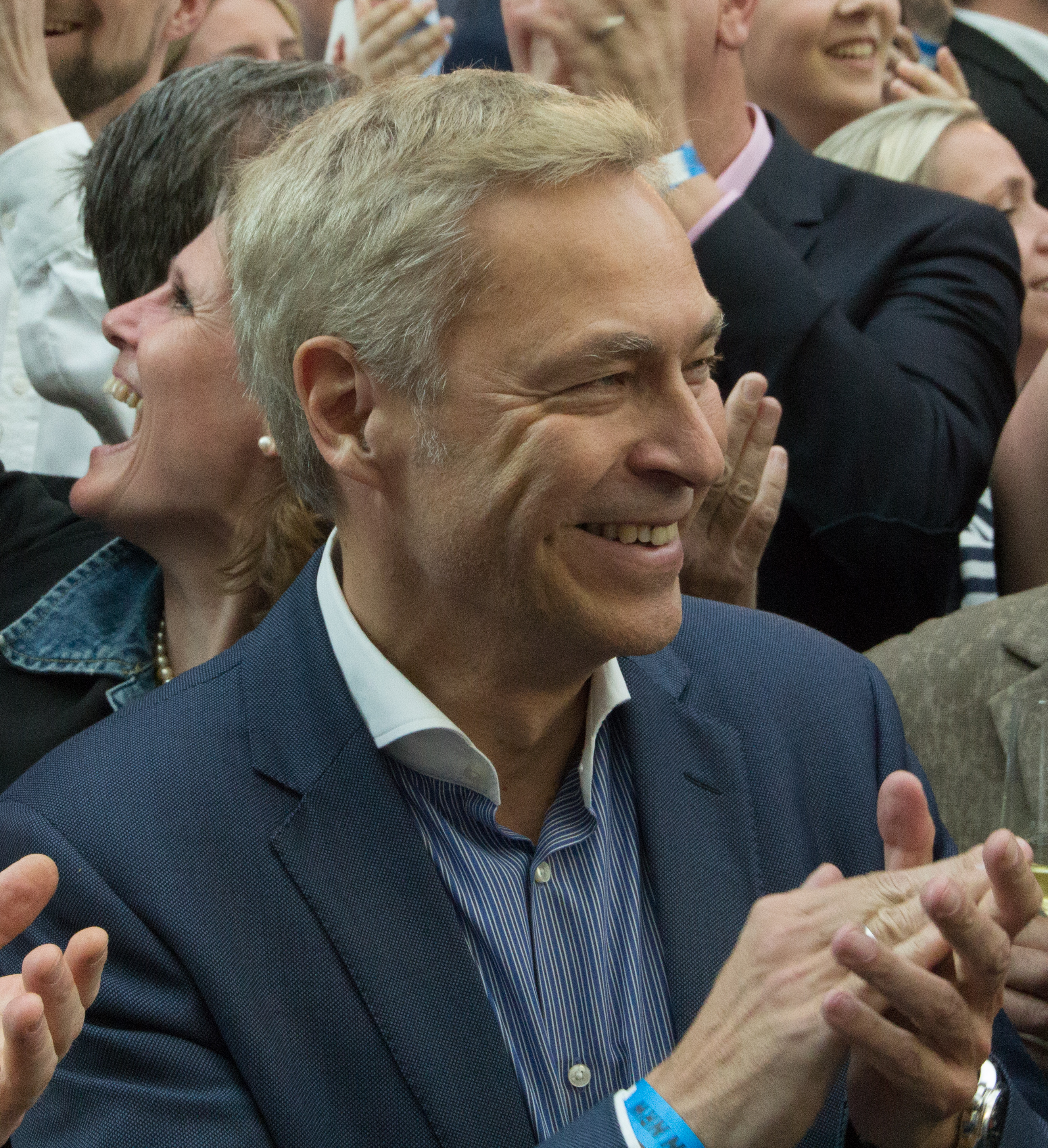
Andreas Reichel (2017)

Andreas Reichel (* 15. April 1961 in Bielefeld) ist ein deutscher Manager und ehemaliger Politiker (FDP).

## Ausbildung
Andreas Reichel wuchs in Köln auf, wo er 1980 das Abitur am Städtischen Neusprachlichen Gymnasium ablegte. Nach Ableistung des Wehrdienstes in Wuppertal absolvierte er eine Ausbildung als Bankkaufmann beim Bankhaus Sal. Oppenheim. Anschließend studierte er von 1983 bis 1989 Rechtswissenschaften an der Rheinischen Friedrich-Wilhelms-Universität Bonn. 1994 promovierte Reichel am Institut für Öffentliches Recht und Verwaltungslehre der Universität zu Köln.

## Politische Tätigkeit
Andreas Reichel ist seit 1980 Mitglied der FDP. Während seiner politischen Laufbahn bekleidete er unterschiedliche politische Ämter und gehörte zahlreichen Parteigremien an. Er war von 1982 bis 1991 Landesvorsitzender der Jungen Liberalen NRW und von 1993 bis 1996 Kreisvorsitzender der FDP Köln. Von 1982 bis 2021 gehörte er in verschiedenen Funktionen dem Landesvorstand der FDP an, von 1992 bis 1994 als erster Generalsekretär der nordrhein-westfälischen FDP, von 1994 bis 1996 als stellvertretender Landesvorsitzender. Im April 2002 wurde er als Nachfolger von Irmgard Schwaetzer zum Landesschatzmeister gewählt, trat aber im Dezember 2002 von seinem Amt zurück. Er engagiert sich auch nach seinem Rücktritt weiterhin ehrenamtlich für die FDP, u. a. als Vorsitzender der FDP Ruhr (1998 bis 2010), als Beisitzer im Bundesvorstand der FDP (1993–1997 sowie 2013–2021) und als Vorsitzender des Bundesfachausschusses Wirtschaft der FDP (seit 2017).

## Tätigkeit als Landtagsabgeordneter
Reichel zog nach der Landtagswahl am 12. Mai 1985 noch während seines Studiums für die FDP in den Landtag NRW ein, damals als jüngster Abgeordneter. Nach der Landtagswahl 1990 zog er erneut über die Landesliste der FDP NRW  in den Landtag ein. 
Bei der Landtagswahl 1995 erhielt die FDP nur 4 Prozent der Stimmen und scheiterte an der Fünf-Prozent-Hürde. Reichels Mandat endete am 31. Mai 1995. In seiner Zeit als Landtagsabgeordneter gehörte er u. a. den Ausschüssen für Jugend und Familie, Schule und Weiterbildung sowie Wissenschaft und Forschung an und war Bildungspolitischer Sprecher der FDP-Fraktion.

## Berufliche Laufbahn
Reichel begann seine berufliche Laufbahn in der Energiewirtschaft 1995 bei der Ruhrkohle AG. Als Leiter des Zentralbereichs Kommunikation verantwortete er die Öffentlichkeitsarbeit, Messen und internationale Vertretungen sowie die Presse- und Medienbetreuung. Von 2000 bis 2006 war Reichel Direktor der Unternehmenskommunikation der E.ON Ruhrgas AG. In dieser Position verantwortete er zusätzlich zur Öffentlichkeitsarbeit und Presse- und Medienbetreuung zuletzt auch die Finanzkommunikation des Unternehmens.
Reichel war ab 2006 Mitglied des Vorstandes und Arbeitsdirektor der E.ON edis AG, die 2013 zur E.DIS AG umfirmierte. Als Vorstandsmitglied war er für das Ressort Personal und Recht zuständig, führte auch das Wärmegeschäft in Polen sowie die Erneuerbare Energiesparte des Unternehmens. Zudem war Reichel ab 2015 in Personalunion mit seiner Rolle als E.DIS Vorstand Geschäftsführender Arbeitsdirektor von E.ON Deutschland.
Seit dem 1. August 2020 ist er Arbeitsdirektor und Mitglied der Geschäftsführung der STEAG GmbH, seit Januar 2022 Vorsitzender der Geschäftsführung des Unternehmens (CEO). Zudem ist Andreas Reichel seit 1. Dezember 2022 Geschäftsführer einer Energiegesellschaft und seit Januar 2023 Vorsitzender der Geschäftsführung der Iqony GmbH.

## Mandate und Verbandsfunktionen
- Seit 2017 ist Andreas Reichel Mitglied des Kuratoriums der RAG Stiftung.[7]
- Seit 2020 ist er Mitglied im Vorstand des Arbeitgeberverbandes energie- und wasserwirtschaftlicher Unternehmungen e.V. (AVEW).[8]
- Seit 2022 ist Reichel Mitglied des Beirats der IKB Deutsche Industriebank.[9]
- Seit 2022 ist er Mitglied im Initiativkreis Ruhr.[10]
- Von 2020 bis 2021 war Reichel Mitglied im Präsidium der Bundesvereinigung der Deutschen Arbeitgeberverbände (BDA).
- Von 2016 bis 2020 war er Vorsitzender der Tarifkommission des Arbeitgeberverbandes der Energiewirtschaft (AVE).

## Positionen
Reichel fordert, Kraftwerke in der Netzreserve (überwiegend alte Kohlekraftwerke) in Zukunft auch einzusetzen, um Preisspitzen im Strommarkt zu glätten. Solche Spitzen treten in Phasen auf, in denen Dunkelflaute herrscht.
Das Energieunternehmen Uniper lehnt dies ab. Preisspitzen sollten in einzelnen Stunden durch die im Markt agierenden Kraftwerke nach Angebot und Nachfrage ausgeglichen werden.
„Staatlich geführte Reservekraftwerke bei Preisspitzen einzusetzen wäre ein Markteingriff mit Auswirkungen auf die Preisbildung im Markt und auf die frei im Markt agierenden Kraftwerke, die sich über den Markt refinanzieren müssen.“ Die Übertragungsnetzbetreiber, die die Reservekraftwerke einsetzen, würden damit zu Marktteilnehmern, „ohne die wirtschaftlichen Risiken zu tragen“. Dies könne „negative Folgen für dringend benötigte Investitionen in neue Kraftwerke in Deutschland haben“.
Anfang November 2024 hatten die Großhandelsstrompreise zeitweilig über 800 Euro je MWh erreicht und um den 10. Dezember 2024 zeitweilig bis zu 1000 Euro. Länder wie Norwegen oder Schweden exportierten viel Strom nach Deutschland, woraufhin auch bei ihnen die Preise kurzzeitig stiegen.
Nach dem Zerfall der Ampelkoalition sagte Bundeswirtschaftsminister Robert Habeck am 11. Dezember 2024, er gebe die Pläne auf, das geplante Kraftwerkssicherungsgesetz noch vor der vorgezogenen Bundestagswahl 2025 im Bundestag zu verabschieden. 
Die DIHK hatte im Oktober 2024 das geplante Kraftwerkssicherungsgesetz als maerktfern und deshalb zu teuer kritisiert.